# Bradypus crinitus
Bradypus crinitus is een zoogdier uit de familie van de drievingerige luiaards (Bradypodidae).

## Kenmerken
Bradypus crinitus heeft een plattere schedel, rondere kaken en bredere jukbeenderen dan de nauw verwante kraagluiaard (Bradypus torquatus). Ook is het gemiddeld iets groter dan deze soort.

## Voorkomen
Bradypus crinitus komt alleen voor in het Braziliaanse Atlantisch regenwoud, in de deelstaten Espírito Santo en Rio de Janeiro.

## Taxonomie
De wetenschappelijke naam van de soort werd in 1850 gepubliceerd door John Edward Gray. Tot 2022 werd het gerekend als een synoniem van de kraagluiaard (B. torquatus).
Uit onderzoek uit 2022 bleek het echter dusdanig van deze soort te verschillen, dat het weer als een aparte soort gerekend wordt.